# Royaume du Bandial
Le royaume du Bandial est un ancien royaume du Sénégal, situé en Basse-Casamance, à l'Ouest de Ziguinchor. Le Royaume du Bandial a été fondé il y a plusieurs siècles par des chefs Diola qui se sont regroupés pour former une entité politique distincte. La date exacte de sa fondation n'est pas toujours claire, mais il est probable que le royaume ait émergé au cours du Moyen Âge.
Un dossier de candidature pour l'inscription des cases à impluvium du royaume du Bandial (architecture rurale de Basse-Casamance) sur la Liste du patrimoine mondial a été déposé auprès de l'UNESCO le 18 novembre 2005.

## Commerce et contact avec l'extérieur
En raison de sa position géographique près de la côte, le Royaume du Bandial a historiquement été impliqué dans le commerce avec d'autres régions d'Afrique de l'Ouest ainsi qu'avec des marchands européens, notamment les Portugais, les Français et les Britanniques.

## Colonisation française
Comme le reste du Sénégal, le Royaume du Bandial a été colonisé par la France au XIXe siècle. Cela a eu un impact significatif sur la structure politique et sociale de la région, avec l'introduction de l'administration coloniale et l'exploitation économique des ressources locales.

## Patrimoine culturel
Malgré les défis historiques et contemporains, le Royaume du Bandial conserve fièrement son patrimoine culturel, avec des traditions, des danses, des musiques et des arts distinctifs qui continuent de jouer un rôle central dans la vie des habitants de la région.